# 제나 엘프먼
제나 엘프먼(Jenna Elfman, 1971년 9월 30일 ~ )은 미국의 배우이다.

## 출연 작품
- 키핑 더 페이스